# Mulhausen
|  | No s'ha de confondre amb Mülhausen. |

Mulhausen (en alsacià Mielhüse, en alemany: Mühlhausen) és un municipi alsacià de França, situat a la regió del Gran Est, al departament del Baix Rin. L'any 2008 tenia 451 habitants. Limita amb Uhrwiller a l'est, Bischholtz al nord i Schillersdorf al sud-oest.
Forma part del cantó d'Ingwiller, del districte de Saverne i de la Comunitat de comunes de Hanau-La Petite Pierre.
El nom significa «cases del molí», provinent de l'alemany Mühle, «molí», i Hausen, «cases».

## Fills il·lustres
- Johann Georg Ahle (1651-1706) compositor, organista, poeta i musicòleg.
- Johann Rudolph Ahle (1625-1673) compositor, organista i musicòleg.

## Demografia
| 1962 | 1968 | 1975 | 1982 | 1990 | 1999 |
| ---- | ---- | ---- | ---- | ---- | ---- |
| 390  | 394  | 401  | 352  | 372  | 376  |

## Administració
| Període   | Identitat       | Partit |
| --------- | --------------- | ------ |
| 1937-1965 | Georges Peter   |        |
| 1965-1989 | Georges Baltzer |        |
| 1989-2008 | Georges Delor   |        |
| 2008-     | René Schmitt    |        |